# Vanuatuische Fußballnationalmannschaft der Frauen
Die vanuatuische Fußballnationalmannschaft der Frauen repräsentiert den pazifischen Inselstaat Vanuatu im internationalen Frauenfußball.
Vanuatu ist Mitglied des Weltfußballverbandes FIFA und des Regionalverbandes OFC. Somit ist die Mannschaft an der Fußball-Ozeanienmeisterschaft der Frauen teilnahmeberechtigt. Bisher nahm die Mannschaft erst an zwei Turnieren teil, den Südpazifikspielen 2003, bei denen gegen das Nicht-FIFA-Mitglied Kiribati der erste Sieg gelang, und der Fußball-Ozeanienmeisterschaft der Frauen 2010. Dort wurde der achte Platz von acht Teilnehmern erreicht. An den 2011 ausgetragenen Südpazifikspielen nahm die Mannschaft nicht teil. Für die Fußball-Ozeanienmeisterschaft der Frauen 2018 konnte sich die Mannschaft nicht qualifizieren.
Am 9. August 2011 trug die Mannschaft erstmals ein Heimspiel aus. In Port Vila war Neukaledonien der Gegner und gewann mit 3:0 sowie zwei Tage später an gleicher Stätte mit 5:1, was zu dem Zeitpunkt für die neukaledonische Mannschaft der höchste Sieg war.

## Weltmeisterschaft
| - 1991: keine Teilnahme (Es gab noch kein Team) - 1995: keine Teilnahme (Es gab noch kein Team) - 1999: keine Teilnahme (Es gab noch kein Team) - 2003: keine Teilnahme | - 2007: nicht qualifiziert - 2011: nicht qualifiziert - 2015: nicht gemeldet - 2019: nicht qualifiziert | - 2023: nicht qualifiziert |

## Ozeanienmeisterschaft
| - 1983: keine Teilnahme (Es gab noch kein Team) - 1986: keine Teilnahme (Es gab noch kein Team) - 1989: keine Teilnahme (Es gab noch kein Team) - 1991: keine Teilnahme (Es gab noch kein Team) - 1994: keine Teilnahme (Es gab noch kein Team) - 1998: keine Teilnahme (Es gab noch kein Team) | - 2003: Trotz Meldung keine Teilnahme - 2007: Trotz Meldung keine Teilnahme - 2010: Achter - 2014: nicht gemeldet - 2018: nicht qualifiziert - 2022: Vorrunde |

## Olympische Spiele
| - 1996: keine Teilnahme (Es gab noch kein Team) - 2000: keine Teilnahme (Es gab noch kein Team) - 2004: zurückgezogen - 2008: keine Teilnahme | - 2012: nicht qualifiziert - 2016: keine Teilnahme - 2020: nicht qualifiziert - 2024: nicht qualifiziert |

## Länderspiele
| Datum      | Ergebnis | Gegner             |   | Austragungsort          | Anlass                                                          | Bemerkungen                                                                                              |
| ---------- | -------- | ------------------ | - | ----------------------- | --------------------------------------------------------------- | --- |
| 30.06.2003 | 2:3      | Tonga              | * | Nadi                    | Südpazifikspiele (FIJ)                                          | Erstes Spiel                                                                                             |
| 02.07.2003 | 0:3      | Tahiti             | * | Suva (FIJ)              | Südpazifikspiele                                                | |
| 05.07.2003 | 2:2      | Papua-Neuguinea    | * | Nadi (FIJ)              | Südpazifikspiele                                                | Erster Punktgewinn                                                                                       |
| 07.07.2003 | 0:1      | Guam               | * | Suva (FIJ)              | Südpazifikspiele                                                | |
| 09.07.2003 | 2:3      | Fidschi            | A | Nadi                    | Südpazifikspiele                                                | Erstes Auswärtsspiel                                                                                     |
| 10.07.2003 | 11:0     | Kiribati           | * | Nausori (FIJ)           | Südpazifikspiele                                                | Erster und höchster Sieg. Das Spiel wird von der FIFA nicht gezählt, da Kiribati kein FIFA-Mitglied ist. |
| 29.09.2010 | 0:14     | Neuseeland         | A | Auckland (NZL)          | Fußball-Ozeanienmeisterschaft der Frauen 2010                   | Höchste Niederlage                                                                                       |
| 01.10.2010 | 1:5      | Tahiti             | * | Auckland (NZL)          | Fußball-Ozeanienmeisterschaft der Frauen 2010                   | |
| 03.10.2010 | 0:2      | Cookinseln         | * | Auckland (NZL)          | Fußball-Ozeanienmeisterschaft der Frauen 2010                   | |
| 09.08.2011 | 0:3      | Neukaledonien      | H | Port Vila               |                                                                 | Erstes Heimspiel                                                                                         |
| 11.08.2011 | 1:5      | Neukaledonien      | H | Port Vila               |                                                                 | |
| 01.03.2012 | 2:5      | Tonga              | A | Loto-Tonga Centre (TGA) | Olympia-Qualifikation                                           | |
| 03.03.2012 | 3:4      | Samoa              | * | Loto-Tonga Centre (TGA) | Olympia-Qualifikation                                           | |
| 05.03.2012 | 1:11     | Papua-Neuguinea    | * | Loto-Tonga Centre (TGA) | Olympia-Qualifikation                                           | |
| 07.03.2012 | 2:0      | Samoa              | * | Loto-Tonga Centre (TGA) | Olympia-Qualifikation                                           | |
| 24.08.2018 | 1:5      | Fidschi            | A | Lautoka (FJI)           | Qualifikation zur Fußball-Ozeanienmeisterschaft der Frauen 2018 | |
| 27.08.2018 | 1:0      | Amerikanisch-Samoa | * | Lautoka (FJI)           | Qualifikation zur Fußball-Ozeanienmeisterschaft der Frauen 2018 | |
| 30.08.2018 | 1:0      | Salomonen          | * | Lautoka (FJI)           | Qualifikation zur Fußball-Ozeanienmeisterschaft der Frauen 2018 | |
| 10.07.2019 | 1:2      | Cookinseln         | * | Apia (WSM)              | Pazifikspiele 2019                                              | |
| 12.07.2019 | 1:2      | Salomonen          | * | Apia (WSM)              | Pazifikspiele 2019                                              | |
| 15.07.2019 | 1:6      | Papua-Neuguinea    | * | Apia (WSM)              | Pazifikspiele 2019                                              | |
| 18.07.2019 | 0:0      | Tahiti             | * | Apia (WSM)              | Pazifikspiele 2019                                              | |
| 07.07.2022 | 0:0      | Salomonen          | * | Pacific Harbour (FJI)   |                                                                 | |
| 14.07.2022 | 1:3      | Papua-Neuguinea    | * | Suva (FIJ)              | Fußball-Ozeanienmeisterschaft der Frauen 2022                   | |
| 20.07.2022 | 0:0      | Tahiti             | * | Suva (FIJ)              | Fußball-Ozeanienmeisterschaft der Frauen 2022                   | Aufgrund der Gelben Karten als schlechtester Gruppendritter ausgeschieden                                |
| 18.11.2023 | 0:1      | Salomonen          | A | Honiara (SOL)           | Pazifikspiele 2023                                              | |
| 21.11.2023 | 2:3      | Fidschi            | * | Honiara (SOL)           | Pazifikspiele 2023                                              | |
| 28.11.2023 | 2:1      | Tahiti             | * | Honiara (SOL)           | Pazifikspiele 2023 Play-Offs um Platz 5 bis 8                   | |
| 01.12.2023 | 2:1      | Salomonen          | A | Honiara (SOL)           | Pazifikspiele 2023 Spiekl um Platz 5                            | |
| 07.02.2024 | 0:1      | Samoa              | A | Apia (WSM)              | Olympia-Qualifikation                                           | |
| 10.02.2024 | 1:2      | Tonga              | A | Apia (WSM)              | Olympia-Qualifikation                                           | |
| 13.02.2024 | 0:5      | Neuseeland         | A | Apia (WSM)              | Olympia-Qualifikation                                           | |